# Berycidae

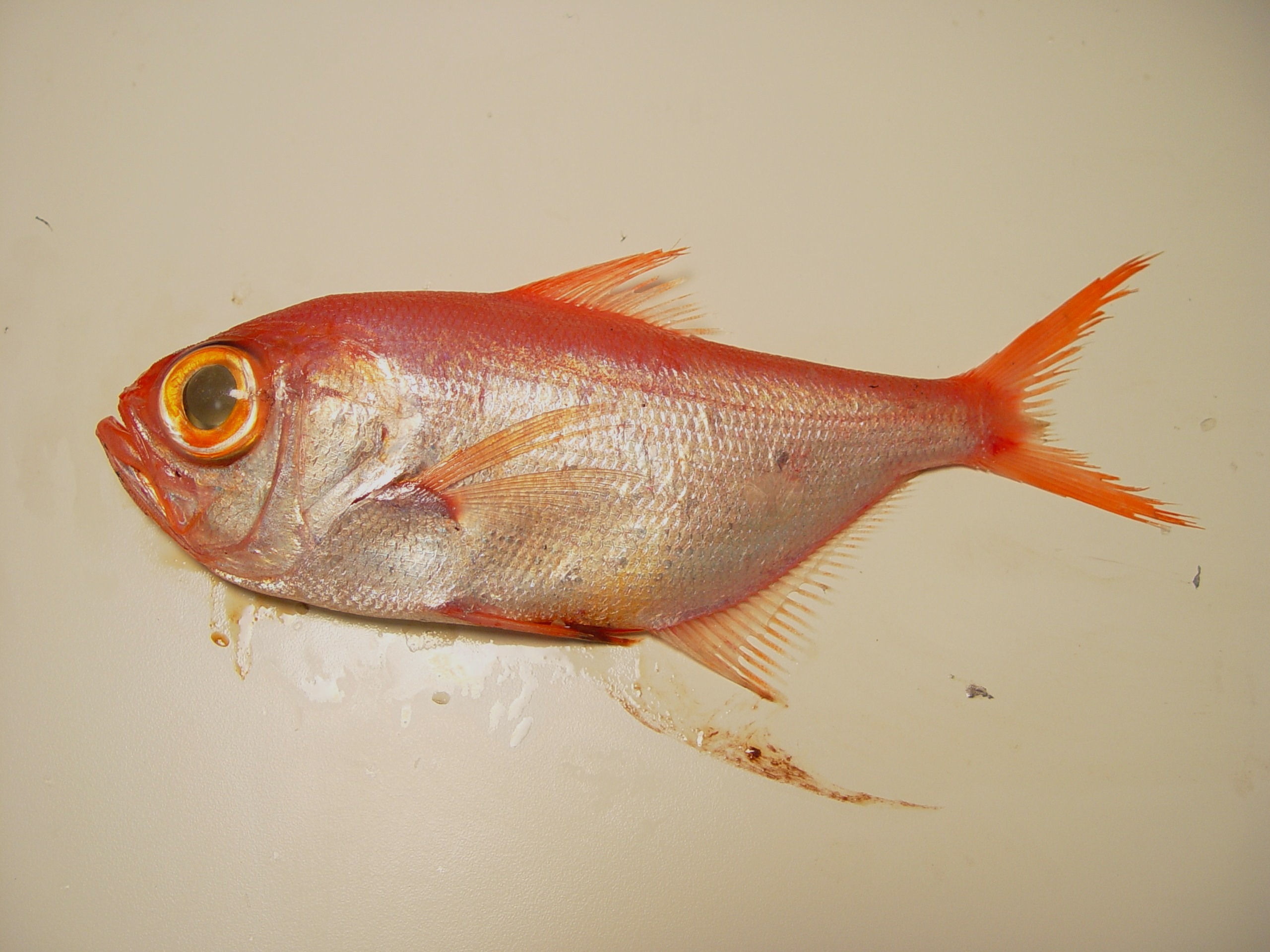
Beryx splendens

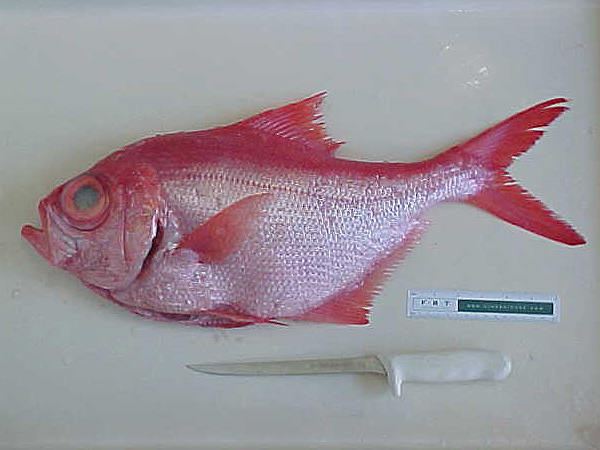
Beryx decadactylus

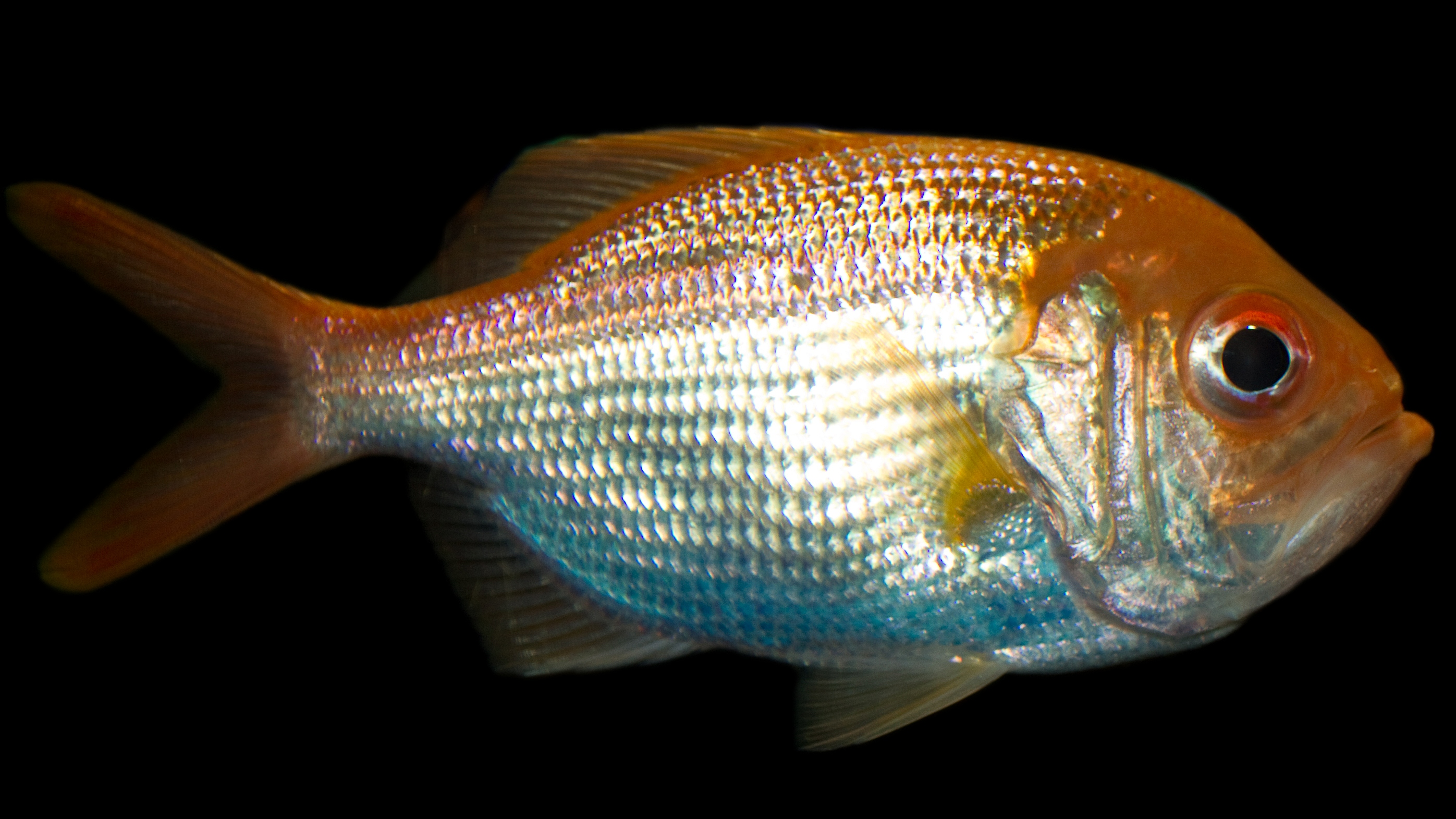
Centroberyx affinis

I Berycidae sono una famiglia di pesci ossei appartenenti all'ordine Beryciformes. 

## Distribuzione e habitat
Questi pesci sono diffusi in tutti i mari temperati e tropicali.
Nel mar Mediterraneo sono presenti due specie:
- Beryx decadactylus
- Beryx splendens, della quale sono note due sole catture mediterranee nel mar Ligure[1]

La maggior parte delle specie vive nel basso piano circalitorale o nel piano batiale.

## Descrizione
Sono pesci schiacciati lateralmente e con il corpo piuttosto alto. L'occhio è grande, la bocca obliqua. La pinna dorsale ha alcuni raggi spinosi brevi e deboli, con lunghezza crescente all'indietro. Le pinne ventrali hanno un raggio spinoso. La pinna caudale è biloba.
Di solito il colore è rosso, vivo in Beryx e con toni arancio in Centroberyx.
Sono pesci di taglia media, il più grande è B. decadactylus che raggiunge, seppur di rado, 1 m di lunghezza.

## Biologia
Sono predatori, si cibano di pesciolini, crostacei e molluschi. Alcune specie intraprendono delle migrazioni.

## Pesca
Diverse specie hanno un certo interesse per la pesca commerciale oceanica.

## Specie
A questa famiglia appartengono due generi: Beryx e Centroberyx.
- Genere Beryx
  - Beryx decadactylus
  - Beryx mollis
  - Beryx splendens
- Genere Centroberyx
  - Centroberyx affinis
  - Centroberyx australis
  - Centroberyx druzhinini
  - Centroberyx gerrardi
  - Centroberyx lineatus
  - Centroberyx rubricaudus
  - Centroberyx spinosus